# Сан-Луис-Обиспо
Сан-Луи́с-Оби́спо (англ. San Luis Obispo) — город на центральном побережье Калифорнии, расположенный между Сан-Франциско и Лос-Анджелесом, административный центр одноименного округа. Основанный в 1772 году, Сан-Луис-Обиспо является одним из старейших городов Калифорнии. По оценкам переписи 2010 года население города составляет 45 119 человек.
В городе находятся Калифорнийский политехнический университет штата, основанный в 1901 году, общественный колледж Куэста (1963 год).

## Географическое положение
По данным Бюро переписи населения США Сан-Луис-Обиспо имеет площадь 34,4 квадратных километров. Город находится в западной Калифорнии на реке Сан-Луис-Обиспо у подножия гор Санта-Люсиа. Поблизости расположены пляж Писмо, а также парки штата Морро-Бэй и Монтанья-де-Оро.

## История
Первыми поселенцами на территории современного города были индейцы народы чумаши. Город был создан вокруг одной из первых миссий Сан-Луис-Обиспо-де-Толоса, направленных в Калифорнию, в 1772 году. Земли, на которых находится город, перешли под управление США в 1846 году. Однако во времена золотой лихорадки большую часть земли продолжали удерживать мексиканцы, которые создали экономику, в значительной степени основанную на производстве шкур и сала. В 1860-х земли, используемые в сельском хозяйстве, сильно пострадали во время засухи. Мексиканские землевладельцы продали свои земли, после чего территория около Сан-Луис-Обиспо стала известна производством говядины и молочных продуктов. В конце XIX века через город была проведена железная дорога, по которой транспортировалась нефть из местных месторождений на берег Тихого океана.

## Население
| Год переписи | Нас.  |  | %±    |
| ------------ | ----- |  | ----- |
| 1880         | 2243  |  | —     |
| 1890         | 2995  |  | 33,5% |
| 1900         | 3021  |  | 0,9%  |
| 1910         | 5157  |  | 70,7% |
| 1920         | 5895  |  | 14,3% |
| 1930         | 8276  |  | 40,4% |
| 1940         | 8881  |  | 7,3%  |
| 1950         | 14180 |  | 59,7% |
| 1960         | 20437 |  | 44,1% |
| 1970         | 28036 |  | 37,2% |
| 1980         | 34252 |  | 22,2% |
| 1990         | 41958 |  | 22,5% |
| 2000         | 44174 |  | 5,3%  |
| 2010         | 45119 |  | 2,1%  |
| 2018         | 47446 |  | 5,2%  |

По данным переписи 2010 года население Сан-Луис-Обиспо составляло 45 119 человек (из них 52,2 % мужчин и 47,8 % женщин), в городе было 19 193 домашних хозяйств и 7612 семей. Расовый состав: белые — 84,5 %, коренные американцы — 0,6 % афроамериканцы — 1,2 %, азиаты — 5,2 % и представители двух и более рас — 4,0 %. 14,7 % населения города — латиноамериканцы (11,5 % мексиканцев).
Население города по возрастному диапазону по данным переписи 2010 года распределилось следующим образом: 12,2 % — жители младше 18 лет, 12,4 % — между 18 и 21 годами, 63,4 % — от 21 до 65 лет и 12,0 % — в возрасте 65 лет и старше. Средний возраст населения — 26,5 года. На каждые 100 женщин в Сан-Луис-Обиспо приходилось 109,1 мужчин, при этом на 100 совершеннолетних женщин приходилось уже 110,2 мужчин сопоставимого возраста.
Из 19 193 домашних хозяйств 39,7 % представляли собой семьи: 29,6 % совместно проживающих супружеских пар (10,9 % с детьми младше 18 лет); 7,0 % — женщины, проживающие без мужей и 3,1 % — мужчины, проживающие без жён. 60,3 % не имели семьи. В среднем домашнее хозяйство ведут 2,29 человека, а средний размер семьи — 2,81 человека. В одиночестве проживали 32,4 % населения, 10,2 % составляли одинокие пожилые люди (старше 65 лет).

## Экономика
В 2017 году из 41 668 человек старше 16 лет имели работу 24 213. При этом мужчины имели медианный доход в 54 624 долларов США в год против 46 556 долларов среднегодового дохода у женщин. В 2016 году медианный доход на семью оценивался в 87 635 $, на домашнее хозяйство — в 49 640 $. Доход на душу населения — 29 748 $ в год. 6,9 % от всего числа семей в Сан-Луис-Обиспо и 32,4 % от всей численности населения находилось на момент переписи за чертой бедности.